# Vânia de Marchi
Vânia de Marchi (San Paolo, 10 settembre 1956) è un'ex cestista brasiliana.

## Carriera
Con il Brasile ha disputato i Campionati mondiali del 1975.